# Wojanowo-Leśniczówka
Wojanowo-Leśniczówka – część wsi Mierzeszyn w Polsce położona w województwie pomorskim, w powiecie gdańskim, w gminie Trąbki Wielkie. 
W latach 1975–1998 miejscowość administracyjnie należała do województwa gdańskiego.